# Alfonso Guadagni
Alfonso Guadagni (Afragola, 17 aprile 1925 – Nisida, 31 maggio 1944) è stato un militare e agente segreto italiano, condannato alla fucilazione dagli Alleati e decorato con la medaglia d'oro al valor militare alla memoria dalla Repubblica Sociale Italiana durante la seconda guerra mondiale.

## Biografia
Nacque ad Afragola il 17 aprile 1925 dal cancelliere del tribunale di Rimini Tommaso Guadagni e da Maria Picchio ed ebbe un fratello di nome Luciano. Mentre frequentava l'università, decise di unirsi alla Repubblica Sociale Italiana e fu assegnato al Battaglione "N.P" e Servizio Informazioni nella Xª Flottiglia MAS nella Marina Nazionale Repubblicana della Repubblica Sociale, si occupò delle trasmissioni da Radio Napoli, attraverso il quale riuscì a comunicare con i familiari; fu catturato dagli angloamericani e condannato alla fucilazione il 31 maggio 1944 a Nisida.
Prima della fucilazione, il 16 febbraio 1944 scrisse una lettera al padre, il quale ricevette a sua volta una lettera da Benito Mussolini il 29 agosto 1944 per informarlo della morte del figlio e della concessione della medaglia d'oro durante la trasmissione dell'EIAR, Voce del Partito, il 2 settembre 1944. Guadagni fu sepolto nella tomba croce 40533 al giardinetto 19 a Poggioreale, insieme ad altri condannati, la cui salma fu riesumata nel 1953, ad opera della crocerossina Monticelli, l'allora assessore Nicola Foschini e l'avvocato Di Nardo, alla presenza dei familiari.